# Super Bowl XXX
Super Bowl XXX was de 30e editie van de Super Bowl, een Americanfootballwedstrijd tussen de kampioenen van de National Football Conference en de American Football Conference waarin bepaald werd wie de kampioen werd van de National Football League voor het seizoen van 1995. De wedstrijd werd gespeeld op 28 januari 1996 in het Sun Devil Stadium in Tempe, Arizona. De Dallas Cowboys wonnen de wedstrijd met 27–17 van de Pittsburgh Steelers.

## Play-offs
Play-offs gespeeld na het reguliere seizoen.
| Geplaatste teams | Geplaatste teams                       | Geplaatste teams                     |
| Plaats           | AFC                                    | NFC                                  |
| ---------------- | -------------------------------------- | ------------------------------------ |
| 1                | Kansas City Chiefs (West-winnaar)      | Dallas Cowboys (Oost-winnaar)        |
| 2                | Pittsburgh Steelers (Centraal-winnaar) | San Francisco 49ers (West-winnaar)   |
| 3                | Buffalo Bills (Oost-winnaar)           | Green Bay Packers (Centraal-winnaar) |
| 4                | San Diego Chargers                     | Philadelphia Eagles                  |
| 5                | Indianapolis Colts                     | Detroit Lions                        |
| 6                | Miami Dolphins                         | Atlanta Falcons                      |

|  | Wildcard Play-offs           | Wildcard Play-offs           |                               |                        | Divisional Play-offs         | Divisional Play-offs         |                            |                            | NFC & AFC Championships | NFC & AFC Championships |  |  | Super Bowl XXX | Super Bowl XXX |
|  |                              |                              |                               |                        |                              |                              |                            |                            |                         |                         |  |  |                |                |
|  | Rich Stadium, 30 dec.        | Rich Stadium, 30 dec.        |                               |                        | Three Rivers Stadium, 6 jan. | Three Rivers Stadium, 6 jan. |                            |                            |                         |                         |  |  |                |                |
|  | Rich Stadium, 30 dec.        | Rich Stadium, 30 dec.        | Three Rivers Stadium, 14 jan. |                        | Three Rivers Stadium, 6 jan. | Three Rivers Stadium, 6 jan. |                            |                            |                         |                         |  |  |                |                |
|  | Rich Stadium, 30 dec.        | Rich Stadium, 30 dec.        | Pittsburgh Steelers           | 40                     |                              |                              |                            |                            |                         |                         |  |  |                |                |
|  | Buffalo Bills                | 37                           | Pittsburgh Steelers           | 40                     |                              |                              |                            |                            |                         |                         |  |  |                |                |
|  | Buffalo Bills                | 37                           |                               | Buffalo Bills          | 21                           |                              |                            |                            |                         |                         |  |  |                |                |
|  | Miami Dolphins               | 22                           |                               | Buffalo Bills          | 21                           | Pittsburgh Steelers          | 20                         |                            |                         |                         |  |  |                |                |
|  | Miami Dolphins               | 22                           | Arrowhead Stadium, 7 jan.     |                        |                              | Pittsburgh Steelers          | 20                         |                            |                         |                         |  |  |                |                |
|  | Jack Murphy Stadium, 31 dec. | Jack Murphy Stadium, 31 dec. |                               | Indianapolis Colts     | 16                           |                              | Sun Devil Stadium, 28 jan. | Sun Devil Stadium, 28 jan. |                         |                         |  |  |                |                |
|  | Jack Murphy Stadium, 31 dec. | Jack Murphy Stadium, 31 dec. | Kansas City Chiefs            | Indianapolis Colts     | 16                           | 7                            | Sun Devil Stadium, 28 jan. | Sun Devil Stadium, 28 jan. |                         |                         |  |  |                |                |
|  | San Diego Chargers           | 20                           | Kansas City Chiefs            |                        |                              | 7                            | Sun Devil Stadium, 28 jan. | Sun Devil Stadium, 28 jan. |                         |                         |  |  |                |                |
|  | San Diego Chargers           | 20                           |                               | Indianapolis Colts     | 10                           |                              | Sun Devil Stadium, 28 jan. | Sun Devil Stadium, 28 jan. |                         |                         |  |  |                |                |
|  | Indianapolis Colts           | 35                           |                               | Indianapolis Colts     | 10                           | Pittsburgh Steelers          | 17                         |                            |                         |                         |  |  |                |                |
|  | Indianapolis Colts           | 35                           | Texas Stadium, 7 jan.         |                        |                              | Pittsburgh Steelers          | 17                         |                            |                         |                         |  |  |                |                |
|  | Veterans Stadium, 30 dec.    | Veterans Stadium, 30 dec.    | Texas Stadium, 14 jan.        | Texas Stadium, 14 jan. |                              | Dallas Cowboys               | 27                         |                            |                         |                         |  |  |                |                |
|  | Veterans Stadium, 30 dec.    | Veterans Stadium, 30 dec.    | Texas Stadium, 14 jan.        | Texas Stadium, 14 jan. | Dallas Cowboys               | Dallas Cowboys               | 27                         | 30                         |                         |                         |  |  |                |                |
|  | Philadelphia Eagles          | 58                           | Texas Stadium, 14 jan.        | Texas Stadium, 14 jan. | Dallas Cowboys               |                              |                            | 30                         |                         |                         |  |  |                |                |
|  | Philadelphia Eagles          | 58                           | Texas Stadium, 14 jan.        | Texas Stadium, 14 jan. |                              | Philadelphia Eagles          | 11                         |                            |                         |                         |  |  |                |                |
|  | Detroit Lions                | 37                           |                               | Dallas Cowboys         | 38                           | Philadelphia Eagles          | 11                         |                            |                         |                         |  |  |                |                |
|  | Detroit Lions                | 37                           | 3Com Park, 6 jan.             | Dallas Cowboys         | 38                           |                              |                            |                            |                         |                         |  |  |                |                |
|  | Lambeau Field, 31 dec.       | Lambeau Field, 31 dec.       |                               | Green Bay Packers      | 27                           |                              |                            |                            |                         |                         |  |  |                |                |
|  | Lambeau Field, 31 dec.       | Lambeau Field, 31 dec.       | San Francisco 49ers           | Green Bay Packers      | 27                           | 17                           |                            |                            |                         |                         |  |  |                |                |
|  | Green Bay Packers            | 37                           | San Francisco 49ers           |                        |                              | 17                           |                            |                            |                         |                         |  |  |                |                |
|  | Green Bay Packers            | 37                           |                               | Green Bay Packers      | 27                           |                              |                            |                            |                         |                         |  |  |                |                |
|  | Atlanta Falcons              | 20                           |                               | Green Bay Packers      | 27                           |                              |                            |                            |                         |                         |  |  |                |                |
|  | Atlanta Falcons              | 20                           |                               |                        |                              |                              |                            |                            |                         |                         |  |  |                |                |